# Буйнов, Николай Николаевич
Николай Николаевич Буйнов (род. 25 декабря 1941, Вольск, Саратовская область, РСФСР) — подполковник в отставке, преподаватель информационно-вычислительных систем, лауреат Государственной премии БССР.

## Биография
Николай Николаевич Буйнов родился в 1941 году в Вольске, Саратовской области, РСФСР.
В 1962 году окончил Оренбургское зенитное артиллерийское училище ПВО СВ. Служил в ПВО Сухопутных войск старшим техником системы С-75. В 1965 году поступил в АРТА в Харькове. В 1970 году окончил ВИРТА ПВО и назначен в МВИЗРУ, где с 1970-го по 1985 год служил начальником отделения, преподавателем кафедр № 41 и кафедры вычислительной техники.
С 1985 по 1989 год — начальник группы — старший помощник начальника учебного отдела училища. В 1989 году уволен в запас, подполковник в отставке.
С 1989 по 1990 год — начальник ХНИЛ училища, с 1990 года по 2015 год — доцент кафедры информационно-вычислительных систем (№ 210). В настоящее время находится на пенсии.
Лауреат Государственной премии БССР в области науки и техники (1982).
Награжден медалью «Ветеран Вооруженных Сил СССР» и другими медалями СССР, а также нагрудным знаком «Войска ПВО страны».

## Сочинения
Цифровая и вычислительная техника: учебное пособие для курсантов инженерных специальностей военного профиля вузов.

## Награды и премии
Награжден медалью «Ветеран вооруженных сил СССР», медалями «За безупречную службу» I, II, III степеней, Юбилейной медалью «Двадцать лет Победы в Великой Отечественной войне», Юбилейными медалями «50, 60, 70 лет Вооруженных Сил СССР», «90 год Узброенных Сіл Рэспублікi Беларусь»